# Detlef Freese
Detlef Freese ist ein ehemaliger deutscher Basketballspieler.

## Leben
Freese, ein 2,07 Meter großer Innenspieler, trat ab der Saison 1971/72 mit dem Hamburger Turnerbund von 1862 in der Basketball-Bundesliga an. Nachdem er im ersten Bundesliga-Jahr mit dem HTB noch von einer Fußverletzung behindert wurde, entwickelte er sich in der Saison 1972/73 zum Leistungsträger der Hanseaten. Im weiteren Verlauf seiner Basketballkarriere, nämlich in den Jahren 1976 und 1977, bestritt Freese fünf A-Länderspiele für die bundesdeutsche Nationalmannschaft. Er nahm unter anderem an den Spielen des Europapokals für Nationalmannschaften teil. 1978 wechselte er zum Zweitligisten VfL Pinneberg.